# Olceclostera irrorata
Olceclostera irrorata is een vlinder uit de familie van de Apatelodidae. De wetenschappelijke naam van de soort is voor het eerst geldig gepubliceerd in 1878 door Arthur Gardiner Butler.